# Sandy Coast
Sandy Coast was een Nederlandse beatgroep uit Voorburg die vooral eind jaren zestig en begin jaren zeventig populair was. De bekendste hits waren True love that's a wonder uit 1971 en The eyes of Jenny uit 1981. De leadzanger van de groep was Hans Vermeulen.

## Biografie

### Beginjaren
Op 28 oktober 1961 richtte de 14-jarige Hans Vermeulen in zijn woonplaats Voorburg een skifflegroepje op, genaamd de Sandy Coast Skiffle Group. De groep bestond toen naast hemzelf uit Joldert de Vries, Johan van Boven, Fred van Starrenburg en Onno Bevoort. Vermeulen wilde dat zijn broer Jan gitarist van de band werd, maar die deed dat alleen op voorwaarde dat de groep geen skiffle meer speelde. Daar werd mee ingestemd en de groepsnaam veranderde in de Sandy Coast Rockers. Later werd deze naam ingekort tot Sandy Coast. De Vries, Van Boven en Starrenburg verlieten in 1964 de groep en bassist Jos de Jager en gitarist Charles Kersbergen kwamen in de plaats. Kersbergen verliet de groep echter weer na korte tijd.
De groep trad in het begin veel op in buurthuizen en deed mee aan talentenjachten. Bij die talentenjachten werd de groep vaak tweede, omdat de groep altijd een grote achterban fans meenam en de organisatoren ze daarom graag terug wilden laten komen. De interesse in talentenjachten nam daarom wat af bij de groep, maar toen in 1965 het muziektijdschrift Hitwezen een talentenjacht organiseerde, deed de groep mee op voorwaarde dat ze tot winnaar zouden worden uitgeroepen. De hoofdprijs was een platencontract bij Negram. Zoals beloofd, won de groep het contract en Eddy Nelson & the Eddysons, de groep van Eddy Ouwens, werd tweede.

### Succesjaren
Sandy Coast nam in 1965 zijn eerste single op: Being in love. In 1966 had de groep met zijn vierde single de eerste Top 40-hit te pakken. We'll meet again, een cover van de Vera Lynn-klassieker, kwam echter niet hoger dan nummer 39 en de opvolger Sorry she's mine kwam niet verder dan één week op nummer 40. Datzelfde jaar maakte Sandy Coast zijn televisiedebuut in het NCRV-programma Twien. In 1967 en '68 werden de hits langzaamaan groter en mocht Sandy Coast zijn eerste album And their name is... opnemen. In de lente van 1968 volgde hun tot dan toe grootste hit I see your face again.
Datzelfde jaar ging de groep mee met de heersende muziektrend en veranderde de stijl van beat naar psychedelische rock. Hans Vermeulen was verkouden toen hij het nummer Capital punishment inzong, maar dat belette niet dat het een succes werd, zowel artistiek als commercieel. Het album From the workshop werd goed ontvangen door critici. In 1969 tekende Sandy Coast een contract bij het Britse Page One Records. Daar namen ze drie singles en het album Shipwreck op, maar daarmee evenaarden ze niet het succes van From the workshop. Toen de bazen van Page One - Larry Page en Dick James - ruzie kregen, hield het platenlabel op te bestaan. Daarom kon Sandy Coast twee jaar lang geen platen opnemen. In deze tijd wijzigde kortstondig de samenstelling van de groep. In 1970 verving Will Morcus Bevoort even, maar Bevoort kwam hetzelfde jaar weer terug. De band werd enige tijd uitgebreid tot een kwintet, waarbij Jan Vermeulen switchte naar slaggitaar en Henk Smitskamp van Livin' Blues bassist werd. Een jaar later ging Smitskamp echter naar Shocking Blue en ging Jan Vermeulen weer basgitaar spelen.
Uiteindelijk kocht Willem van Kooten de groep vrij en werd een contract bij Polydor getekend. In 1971 scoorde Sandy Coast daar zijn grootste hit met True love that's a wonder, dat de derde plaats in de Top 40 haalde. Met dat nummer brak de groep ook definitief door in Vlaanderen. Het was afkomstig van het album Sandy Coast, dat daarna ook de hit Just a friend voortbracht. In 1972 volgden de singles Just two little creatures en de top 10-hit Summertrain. In 1973 had de groep voorlopig zijn laatste hit met Blackboard jungle lady, afkomstig van het tegenvallende album Stonewall. Een jaar na dit teleurstellende album ging de groep uit elkaar. De gebroeders Vermeulen richtten de groep Rainbow Train op en Bevoort en Ron Westerbeek begonnen de band Water. Hans Vermeulen was in de jaren zeventig verder erg succesvol als producer en componist voor andere groepen en artiesten. Hij schreef en produceerde onder andere de eerste nummer 1-hit voor Anita Meyer: The alternative way.

### Comebacks
Op 13 juni 1980 trad Sandy Coast op tijdens de Haagse Beatnach. Na het succes van dit optreden besloten ze een comeback te maken. Er werd een nieuw album opgenomen met de titel Terreno. Op dat album stond het nummer The eyes of Jenny, dat Vermeulen had geschreven nadat hij tijdens een optreden Jenny, een meisje uit zijn jeugd, dat hem deed denken aan betere tijden, herkende aan haar ogen. Dat nummer haalde in 1981 net niet de top 10, maar werd wel in verschillende talen door buitenlandse artiesten opgenomen. Toen verder succes uitbleef, ging de groep weer uit elkaar, hoewel nog wel af en toe samen werd opgetreden.
In 1988 kwam Sandy Coast opnieuw bij elkaar voor een album. Bij deze comeback ontbrak Bevoort, die vervangen was door Ton op 't Hof. De groep was hierbij aangevuld met toetsenist Hans Jansen en gitarist Hans Hollestelle. Op het album Rendez-vous stonden oude nummers die opnieuw waren ingespeeld. Na dit album trad Sandy Coast nog incidenteel samen op. Hans Vermeulen ging door met produceren en had begin jaren 90 succes met de zangeres Ruth Jacott. Hij kampte echter ook met persoonlijke en financiële problemen. Hij scheidde van zijn vrouw Hilde (bekend onder de artiestennaam Dianne Marchal) en had inmiddels een belastingschuld van anderhalf miljoen gulden opgebouwd. Dankzij zijn manager Peer Evers en een regeling met het sociaal fonds van Buma/Stemra kon hij zijn schulden in vier jaar afbetalen, waarna hij midden jaren negentig naar het Thaise eiland Kho Samui emigreerde. Daar hertrouwde hij met de Thaise zangeres Aom. Inmiddels had hij op Kho Samui een studio laten bouwen en kwam hij af en toe terug naar Nederland voor optredens. Op 9 november 2017 overleed Vermeulen thuis in Thailand op 70-jarige leeftijd.
Op 11 mei 1999 overleed Jan Vermeulen op 54-jarige leeftijd aan darmkanker. Hij werd op 17 mei begraven en Anita Meyer en Jan Rietman van Rainbow Train traden op op zijn begrafenis.

## Bezetting
De voornaamste leden van Sandy Coast waren:
- Hans Vermeulen
- Onno Bevoort (1961-1970, 1970-1974, 1980-1982)
- Jan Vermeulen (1964-1974, 1980-1982, 1988)
- Ron Westerbeek (1968-1974, 1980-1982, 1988)
- Jos de Jager (1964-1967)
- Henk Smitskamp (1970-1971)
- Will Morcus (1970)
- Herman Doppenberg (1965-1966)
- Marianne Noble (1971-1972)

## Discografie

### Albums
| Album met eventuele hitnotering(en) in de Nederlandse Album Top 100 | Datum van verschijnen | Datum van binnenkomst | Hoogste positie | Aantal weken | Opmerkingen |
| ------------------------------------------------------------------- | --------------------- | --------------------- | --------------- | ------------ | ----------- |
| Sandy Coast                                                         |                       | 11 september 1971     | 16              | 2            |             |

### Singles
| Single met eventuele hitnotering(en) in de Nederlandse Top 40 | Datum van verschijnen | Datum van binnenkomst | Hoogste positie | Aantal weken | Opmerkingen |
| ------------------------------------------------------------- | --------------------- | --------------------- | --------------- | ------------ | ----------- |
| We'll meet again                                              |                       | 27 augustus 1966      | 39              | 2            |             |
| Sorry she's mine                                              |                       | 3 december 1966       | 40              | 1            |             |
| Subject of my thoughts                                        |                       | 1966                  | -               | -            |             |
| A girl like you                                               |                       | 25 februari 1967      | 28              | 6            |             |
| And her name is...                                            |                       | 14 oktober 1967       | 22              | 6            |             |
| I see your face again                                         |                       | 11 mei 1968           | 12              | 8            |             |
| Innocent girl                                                 |                       | 16 november 1968      | tip             |              |             |
| Capital punishment (Death by hanging)                         |                       | 15 februari 1969      | 12              | 7            |             |
| North Canadian paradise / Advice                              |                       | 6 september 1969      | tip             |              |             |
| Deep down down                                                |                       | 13 december 1969      | tip             |              |             |
| True love that's a wonder                                     |                       | 13 maart 1971         | 3               | 12           | Alarmschijf |
| Just a friend                                                 |                       | 4 september 1971      | 11              | 6            | Alarmschijf |
| Just two little creatures                                     |                       | 11 maart 1972         | 26              | 5            |             |
| Summertrain                                                   |                       | 1 juli 1972           | 6               | 8            | Alarmschijf |
| Blackboard jungle lady                                        |                       | 21 april 1973         | 31              | 3            |             |
| The eyes of Jenny                                             |                       | 21 februari 1981      | 11              | 8            |             |
| Hollywood                                                     |                       | 24 oktober 1981       | tip             |              |             |

| Single met hitnotering(en) in de Vlaamse Ultratop 50 | Datum van verschijnen | Datum van binnenkomst | Hoogste positie | Aantal weken | Opmerkingen      |
| ---------------------------------------------------- | --------------------- | --------------------- | --------------- | ------------ | ---------------- |
| True love that's a wonder                            |                       | 1971                  | 6               |              | in de BRT Top 30 |
| Just a friend                                        |                       | 1971                  | 15              |              | in de BRT Top 30 |
| Summertrain                                          |                       | 1972                  | 9               |              | in de BRT Top 30 |
| Blackboard jungle lady                               |                       | 19 mei 1973           | 28              |              | in de BRT Top 30 |
| The eyes of Jenny                                    |                       | 1981                  | 16              |              | in de BRT Top 30 |

### NPO Radio 2 Top 2000
| Nummers met noteringen in de NPO Radio 2 Top 2000 | '99  | '00  | '01  | '02  | '03  | '04  | '05  | '06  | '07  | '08  | '09  | '10  | '11  | '12  | '13  | '14  | '15  | '16  | '17  | '18  | '19  | '20  | '21  | '22  |
| ------------------------------------------------- | ---- | ---- | ---- | ---- | ---- | ---- | ---- | ---- | ---- | ---- | ---- | ---- | ---- | ---- | ---- | ---- | ---- | ---- | ---- | ---- | ---- | ---- | ---- | ---- |
| Capital punishment (Death by hanging)             | 1275 | -    | 1544 | 1136 | 1550 | 1741 | 1643 | 1803 | 1980 | 1714 | 1711 | 1860 | 1928 | -    | -    | -    | -    | -    | -    | -    | -    | -    | -    | -    |
| Just a friend                                     | -    | 1941 | 1864 | -    | -    | -    | -    | -    | -    | -    | -    | -    | -    | -    | -    | -    | -    | -    | -    | -    | -    | -    | -    | -    |
| The eyes of Jenny                                 | 1119 | 1149 | 1208 | 1254 | 1621 | 1491 | 1422 | 1762 | 1894 | 1621 | -    | 1401 | 1226 | 1172 | 1219 | 1063 | 1337 | 1678 | 768  | 1628 | 1566 | 1852 | 1711 | 1880 |
| True Love That's a Wonder                         | 1630 | 1403 | 1052 | 1452 | 1555 | 1473 | 1563 | 1546 | 1867 | 1590 | 1287 | 1510 | 1744 | 1956 | -    | 1752 | -    | -    | 1529 | -    | -    | -    | -    | -    |

1. ↑  Een '-' betekent dat het nummer niet was genoteerd en een vetgedrukt getal geeft de hoogste notering van een nummer aan.
2. ↑  Deze tabel is bijgewerkt tot en met de laatste editie (2024).